# Marie Forleo
Marie Forleo (née au New Jersey le 7 décembre 1975) est une entrepreneure américaine. Elle est un auteur à succès du The New York Times pour les livres best-sellers  de conseils Everything is Figureoutable and Make Every Man Want You. Selon Harper's Bazaar, Forleo est une « millionnaire autodidacte » qui a commencé sa carrière en « servant des boissons, en nettoyant les toilettes et les tables d'attente » ainsi qu'en dansant le hip-hop,,.
En 2010, elle a fondé Marie Forleo International,. Elle a également lancé le programme de commerce en ligne appelé B-School, qui a travaillé avec 55 000 personnes dans 148 pays sur leurs petites entreprises,,. Forleo anime et met en vedette MarieTV, une série Web YouTube et le podcast Marie Forleo.

## Biographie
Forleo a grandi dans le New Jersey. Elle est diplômée en tant que major de promotion de l'université Seton Hall avec un diplôme en finance d'entreprise en 1997.
Elle est mariée à l'acteur Josh Pais.

## Carrière

### Début de carrière
Après avoir obtenu son diplôme universitaire, Forleo est devenue assistante commerciale à la Bourse de New York (NYSE),. Elle a quitté le NYSE pour travailler pour Gourmet et Mademoiselle. Forleo a suivi un cours en ligne pour acquérir les compétences nécessaires pour coacher les clients. En 2001, elle a créé un bulletin d'information et obtenu des abonnés et des clients grâce aux relations qu'elle a nouées comme barmaid et en donnant des cours de fitness et de danse,. Elle est devenue l'un des premiers athlètes de Nike Elite Dance en 2005.

### 2008-présent
En 2008, Forleo a sorti Make Every Man Want You: How to Be So Irresistible You'll Barely Keep from Dating Yourself! (Comment être si irrésistible que vous aurez du mal à ne pas sortir avec vous-même !). Le livre est publié en 16 langues. L'année suivante, elle fonde Marie Forleo International, un cabinet de coaching d'affaires. L'entreprise se concentre sur la formation des petites entreprises et le développement personnel des entrepreneurs. En 2011, Sir Richard Branson a invité Forleo à encadrer de jeunes entrepreneurs dans son Center for Entrepreneurship. Cette année-là, Forleo a lancé MarieTV, une émission de télévision Web. Elle a pris la parole à la conférence Life Is Beautiful en 2014.
Oprah Winfrey a qualifié Forleo « de leader d'opinion pour la prochaine génération ». Forbes.com a inscrit son site Web sur sa liste des « 100 meilleurs sites Web pour entrepreneurs ».

## Publications
- Make Every Man Want You: How to Be So Irresistible You'll Barely Keep from Dating Yourself!, 2008  (ISBN 978-0071597814).
- Everything is Figureoutable: One Simple Belief to Create Unstoppable Success, 2019  (ISBN 978-0525534990).